# 竹田真理子
竹田 真理子（たけだ まりこ、6月7日 - ）は日本の漫画家。北海道札幌市出身。

## 略歴
1983年（昭和58年）「なかよしデラックス」2月号掲載の『おじゃましま〜す』（第24回新人まんが賞入選）でデビュー。1990年代半ばから活動の場を女性向け漫画雑誌などに移している。

## 作品
- MOMOウェルカム!（1985年、KCなかよし）
- 倫敦館夢だより（1985年、KCなかよし）
- いつかグリーンパラダイス（1986年、KCなかよし）
- いちごみるく3（1987年 - 1988年、KCなかよし）
- 涙をラッピング（1987年 - 1988年、KCなかよし）
- ぽてとちっぷ（1988年、KCなかよし）
- りんごの星時間（1988年、KCなかよし、原作・藤本ひとみ）
- レモンの休日（1989年、KCなかよし）
- アマリリス（1990年、KCなかよし）
- アイネ・クライネ（1991年、KCなかよし）
- たんぽぽのティアラ（1992年、KCなかよし）
- 結婚の鉄人（ジュールコミックス）
- すてきな奥さん（KC KISS）
- 未来の天使たちへ（KCデザート）
- 抱きしめてほしい（KCデザート）
- 少しは、恩返しができたかな（BE LOVE KC、原作・北原美貴子）
- お料理の守護霊（KCデラックス）